# Chumasch

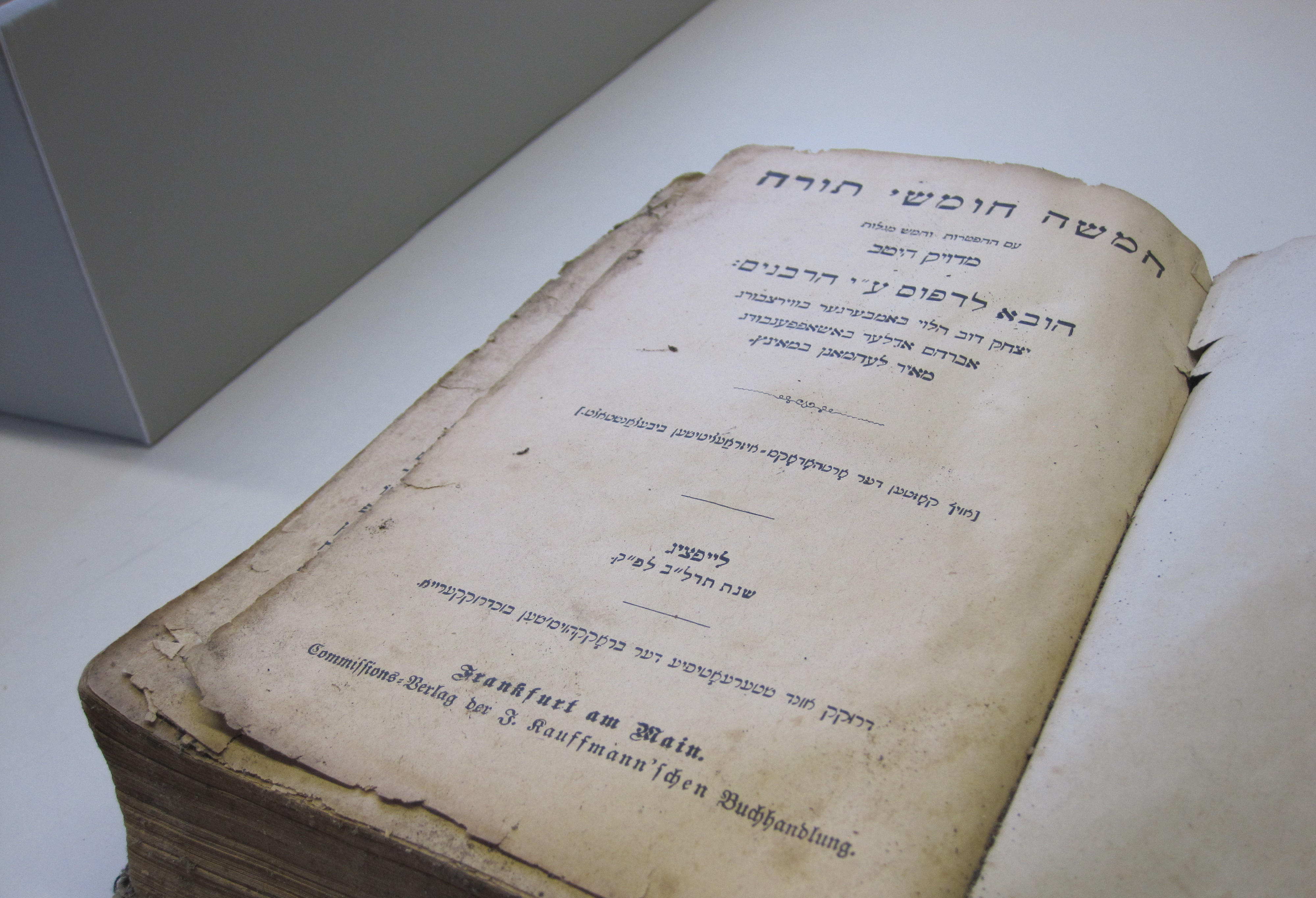
Chumasch aus einer 2014 entdeckten Geniza in Lechenich

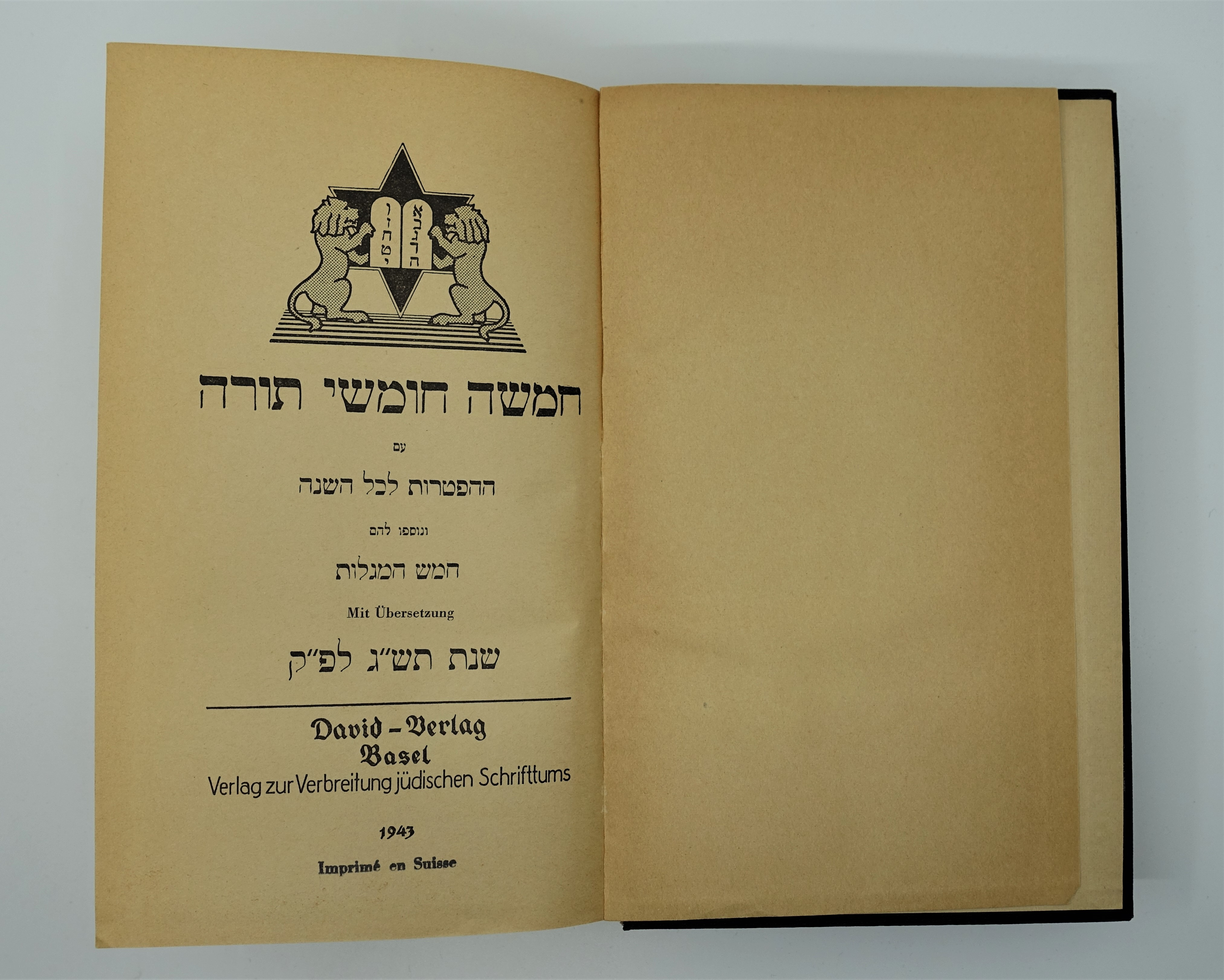
Chumasch aus Basel, 1943, in der Sammlung des Jüdischen Museums der Schweiz.

Der Chumasch (auch: Chumash oder Ḥumash; hebräisch חומש) ist ein Ausdruck für die Tora in gedruckter Buchform im Gegensatz zur Schriftrolle. Das Wort stammt von dem hebräischen Wort ḥamesh (חמש) für die Zahl fünf (die fünf Bücher der Tora) und entspricht dem griechischen Pentateuch.
Meist enthält der übersetzte landessprachliche oder zweisprachige Chumasch einen rabbinischen Torakommentar zu den wöchentlichen Paraschot-Lesungen und wird durch prophetische Bücher (Haftarot und Megillot) ergänzt.
Klassische Ausgaben in deutscher Sprache enthalten Kommentare von Raschi und Joseph Hertz.

## Ausgaben
- Joseph Hertz: Der Pentateuch und Haftarot in deutscher Sprache in 5 Bänden. Basel
- Marc Breuer (u. a.): Chumasch Schma Kolenu Mit Haftarot und Megillot und einem einführenden Kommentar zu jeder Parascha. Basel 2009